# Polyommatus postpulcherrima
Polyommatus postpulcherrima är en fjärilsart som beskrevs av Ruggero Verity 1943. Polyommatus postpulcherrima ingår i släktet Polyommatus och familjen juvelvingar. Inga underarter finns listade i Catalogue of Life.